# Hugh Sinclair
Pour les articles homonymes, voir Hugh Sinclair (militaire).
Hugh Sinclair (19 mai 1903 - 29 décembre 1962) est un acteur britannique né à Londres, fils d'un ecclésiastique, Hugh Sinclair et de Francisca Sheldon.

## Biographie
Il fait ses études à la Charterhouse School et est diplômé de la Royal Academy of Dramatic Art qui lui permet en 1922 de jouer sa première pièce The Rose and the King. Il épouse en premières noces l'actrice Valerie Taylor.
Sinclair apparait sur scène à la fois à Broadway et dans le West End (Londres). Il commence sa carrière dans des films britanniques. Son rôle le plus connu est Simon Templar soit le personnage imaginé par Leslie Charteris Le Saint. Il est le troisième comédien à interpréter le rôle après Louis Hayward et George Sanders dans The Saint's Vacation ,, suivi de The Saint Meets the Tiger .
Si l'auteur Leslie Charteris critique les choix de Louis Hayward et George Sanders pour l'interprétation de son personnage, il ne mentionne pas Hugh Sinclair. Charteris voulait Cary Grant dans le rôle mais déclara "C'est mon Saint idéal, mais nous ne pourrons jamais nous l'offrir". Sans sa participation à la saga du Saint, Hugh Sinclair, qui s'est énormément consacré à la télévision britannique, et ce dès 1938, serait tombé dans l'oubli. Dès 1953, il ne trouve plus de rôle au cinéma. Il a travaillé avec des réalisateurs connus comme George Cukor, Carol Reed, Jacques Tourneur, Terence Young et Terence Fisher.
Dans son livre "The Stage Struck me!", le comédien Neville Phillips estime qu'Hugh Sinclair joue toujours sur le même registre léger, à la différence de sa femme l'actrice Rosalie Williams à laquelle il reconnaît un réel talent.
En dehors de son métier de comédien, Hugh Sinclair a été compositeur.

### Films Le Saint
Hugh Sinclair tourne les septième et huitième film du Saint produits par la RKO. Après Louis Hayward en 1938, George Sanders avait repris le rôle durant cinq films de 1939 à 1941. Hugh Sinclair tourne d'abord The Saint's Vacation. Leslie Charteris est co-scénariste de ce film tourné en Grande-Bretagne et affirme qu'il s'agit d'une adaptation fidèle son roman "Getaway" de 1932 (sorti en France sous le titre "Le Saint et l'Archiduc"). Le film est centré sur la seconde guerre mondiale et la lutte contre les nazis. Simon Templar part en Suisse pour tenter de retrouver une boîte à musique dans laquelle sont dissimulés des codes secrets. Des espions allemands sont sur la trace du même objet.
À l'époque du tournage, Charteris souhaite rompre son contrat avec la RKO. Il se plaint également que le générique ne précise pas que c'est une adaptation de son roman évoqué plus haut, mais un scénario original de Jeffrey Dell auquel il a collaboré.
Leslie Charteris reniait son premier roman "Meet the Tiger" (1928) traduit en français sous le titre "Simon et Patricia" lors de sa publication chez Arthème Fayard. En effet, son deuxième Saint, "Enter the Saint" (en France "Les Compagnons du Saint") repart sur de nouvelles bases avec trois nouvelles et propose ce qui sera le schéma définitif du héros. C'est donc volontairement que le second film avec Hugh Sinclair, "The Saint meets the Tiger", sera une adaptation très libre du livre.
Hugh Sinclair est le premier Simon Templar moustachu, bien longtemps avant Andrew Clarke en 1987 dans The Saint in Manhattan. Il propose à la RKO de faire une comédie musicale basée sur Le Saint, idée qui est rejetée. Il échappe aux critiques de Charteris qui trouvait George Sanders pire que Louis Hayward. Avec les deux films avec Hugh Sinclair s'achève la série de films produits par la RKO.

### Vie Privée
Marié à Valérie Taylor (5 janvier 1930-?), divorcé.
Remarié à l'actrice Rosalie Williams (1949-29 décembre 1962 sa mort) : deux enfants

## Théâtre
- 1922 : The Rose and the King (Royal Academy of Dramatic Art)
- 1925 : Charlot Revue (Broadway)
- 1927 : Mariners de Clemence Dane mise en scène de Guthrie McClintic (Plymouth Theatre)
- 1928 : Our Betters (Broadway)
- 1928 : These Few Ashes (Broadway)
- 1928 : The Lady of the Orchids (Broadway)
- 1929 : Serena Blandish (Broadway)
- 1929 : Her Friend The King (Broadway)
- 1929 : Other Men's Wives (Broadway)
- 1930 : Recapture (Broadway)
- 1931 : Getting Married de George Bernard Shaw (Broadway)
- 1931 : The Good Companions de J.B. Priestley et Edward Knoblock, mise en scène de Julian Wylie (49th Street Theatre)
- 1931 : Too True to be Good (Broadway)
- 1935 : Escape Me Never
- 1935 : Something Gay d'Adelaide Helbron mise en scène de Thomas Mitchell (Morosco Theatre)
- 1937 : Love of Women d'Aimee Stuart et Philip Stuart mise en scène de Leo G. Carroll (John Golden Theatre)

## Filmographie

### Cinéma
- 1933 : Haute Société (Our Betters) de George Cukor : Lord Bleane
- 1933 : Un rôle imprévu (Scarlet River) d'Otto Brower : rôle sans nom
- 1935 : Tu m'appartiens (Escape Me Never) de Paul Czinner : Sebastian Sanger
- 1936 : The Marriage of Corbal de Karl Grune et Frederic Brunn non crédité : Quigley
- 1936 : Strangers on Honeymoon d'Albert de Courville : Quigley
- 1939 : A Girl Must Live de Carol Reed : Earl of Pangborough
- 1939 : Les Quatre Justiciers (The Four Just Men) de Walter Forde : Humphrey Mansfield
- 1941 : Le Saint et l’Archiduc (The Saint's Vacation) de Leslie Fenton : Simon Templar[12]
- 1942 : Alibi (en) de Brian Desmond Hurst : Inspecteur Calas
- 1943 : Le Saint face au Tigre ("The Saint Meets the Tiger") de Paul L.Stein : Simon Templar[13]
- 1943 : Tomorrow We Live de George King : Major Von Kleist
- 1945 : Flight from Folly d'Herbert Mason : Clinton Gray
- 1945 : Elles étaient sœurs ("They Were Sisters") d'Arthur Crabtree : Terry
- 1949 : L'Étrange Rendez-vous (Corridor of Mirrors) de Terence Young : Owen
- 1949 : Don't Ever Leave Me d'Arthur Crabtree : Michael Farlaine
- 1949 : Ma gaie lady (Trottie True) de Brian Desmond Hurst : Maurice Beckenham
- 1949 : The Rocking Horse Winner d'Anthony Pelissier : Richard Grahame
- 1950 : No Trace de John Gilling : Robert Southley
- 1951 : L'enquête est close ("Circle of Danger") de Jacques Tourneur : Hamish McArran
- 1952 : Judgment Deferred de John Baxter : David Kennedy
- 1952 : Never Look Back (en) de Francis Searle : Nigel Stewart
- 1953 : The Second Mrs. Tanqueray de Terence Fisher : Aubrey Tanqueray
- 1953 : Mantrap de Terence Fisher : Maurice Jerrard
- 1953 : Three Steps in the Dark de Daniel Birt : Philip Burgoyne

### Télévision
- 1938 : Goodness, How Sad (téléfilm ) : Robert Maine
- 1952 : Larger Than Life (téléfilm ) : Michael Gosselyn
- 1954 : The Dashing White Sergean (téléfilm ) : Robert Cunnighame
- 1954 : The Face of Love (en) (téléfilm ) : Hector
- 1955-1956 : The Adventures of Annabel (série télévisée) 6 épisodes : Robert Hayward
- 1956 : Douglas Fairbanks Jr. Presents (épisode : "Beloved Stranger") : Digby Calvert
- 1956 : A Question of Character (téléfilm) : Rob Duff
- 1956 : Call it a Day (téléfilm) : Roger Hilton
- 1955-1956 : : London Playhouse (épisodes : "Lady Must Sell", 1955 : Adrian Ireland; "Two for One, 1956 : Rufus Merriwether
- 1957 : Getting Married (téléfilm) : Reginald Bridgenorth
- 1957 : Mr. Bowling buys a newspaper (téléfilm) : Mr Bowling
- 1958 : Price and Prejudice (série télévisée) 5 épisodes : Mr Bennet
- 1958 : Hotel Imperial (série télévisée) (épisode: "The Ambassadors on the Mezzanine") : rôle sans nom
- 1957-1958 : The Royalty (série télévisée) 10 épisodes : Richard Manning
- 1951-1959 : 5 épisodes ("The Amazing Dr. Clitterhouse", 1951; "The Two Virtues", 1955 : Jeffery Panton; "His Excellency", 1957 : Sir James Kirkman; "The Apple Cart", 1957 : Pamphilius; "When in Rome", 1959 : Sir Evelyn Gaunt)
- 1959 : Theatre Night (épisode : "Gilt and Gingerbread" : Mortimer Wilmot)
- 1958-1960 : : ITV Television Playhouse (épisodes : "Don't Listen Ladies", 1958 : Baron De Charancay); "Private and Confidential", 1960 : Walter Vintage)
- 1960 : Probation Officer (1 épisode : Doctor Sesnick)
- 1960 : Saturday Playhouse (épisode : "Your Obedient Servant") : Edward Llewellyn
- 1961 : No Hiding Place (épisode : "A Girl Like Xanthe") : Sir Jacob Thurbank
- 1960-1961 : A Life of Bliss (série télévisée, 12 épisodes) : Robert Batten
- 1959-1961 : Knight Errant Limited (épisodes : "Adam meets his match, 1959 : Joliffe; "Uncle Freddy's Wings, 1961 : Clive Manning)
- 1959-1962 : ITV Play of the Week (épisodes : "The Last Hours", 1959 : Lawrence); "Cynara", 1959 : Sir John Tring), "Alida", 1962 : Nicholas Venner)
- 1962 : Thirty Minute Theatre (épisode : "Alida") : rôle non crédité